# Vier edele waarheden
De lering over de Vier edele waarheden (ook wel de Vier nobele waarheden genoemd) is de eerste lering die Gautama Boeddha gaf, De Eerste Wenteling van het Rad van Dharma, in het hertenbos in Sarnath aan vijf asceten, en vormt de basis van alle boeddhistische leringen, zowel van het Theravada- als het Mahayana-boeddhisme.

## De vier edele waarheden
- De eerste waarheid: Er is lijden
- De tweede waarheid: Het lijden heeft een oorzaak
- De derde waarheid: De oorzaak van het lijden kan opgeheven worden
- De vierde waarheid: Door het achtvoudige pad te volgen wordt het lijden beëindigd

### Het lijden(Pali: Dukkha)
‘Dit, monniken, is de edele waarheid van Dukkha (Pali; vaak vertaald als "lijden", "stress", "angst", of "ontevredenheid"): geboorte is lijden, ouderdom is lijden, ziekte is lijden, de dood is lijden, verdriet en weeklagen, pijn, smart en wanhoop zijn lijden; omgaan met hetgeen waarvan je een afschuw hebt is lijden, gescheiden worden van het geliefde is lijden, niet krijgen wat men wil hebben is lijden – kortom, de vijf groepen (die object zijn) van hechten, zijn lijden.’
—Boeddha

Dukkha suggereert dat een fundamentele ontevredenheid alle vormen van het leven kan doordringen, aangezien alle levensvormen vergankelijk zijn en constant veranderen. Dukkha wijst op een gebrek aan voldoening, een gevoel dat de dingen niet voldoen aan onze verwachtingen of normen.
De nadruk op dukkha is niet pessimistisch bedoeld, maar om je er bewust van te maken, en de aard van dukkha te identificeren, zodat dukkha aspecten kunnen worden opgelost. De Boeddha erkende dat er zowel geluk en verdriet in de wereld is, en hij onderwees ook, dat vaak als we een soort van geluk ervaren, deze aan verandering onderhevig is, en niet van blijvende aard is. Als gevolg van deze onstabiele, vergankelijke aard van alle dingen, hebben deze ervaringen een aspect van dukkha of onvoldoening in zich. Daarom zal de onvrede blijven bestaan, tenzij we hiervan bewust worden en inzicht krijgen in deze waarheid, en begrijpen wat ons wel en niet echt gelukkig maakt.

### De oorzaak van het lijden(Pali: Samudaya)
‘Dit monniken, is de edele waarheid van de oorzaak van lijden: het is de hunkering die wedergeboorte (patisandhi) veroorzaakt en welke gepaard gaat met begeerte en wellust, en welke bevrediging zoekt in dingen, dan weer hier, dan weer daar, namelijk: hunkering naar zintuiglijke geneugten (kama tanha), hunkering naar bestaan, en hunkering naar niet-bestaan’
—Boeddha

De oorzaak voor het lijden is de begeerte naar iets. Deze begeerten zijn op te delen in drie typen:
- Zintuiglijke begeerte (Pali: kama tanha): Deze begeerte bestaat uit de hunkering naar sensueel genot. Het betreft hier een mentale begeerte naar de plezierige gevoelens die ontstaan als gevolg van zintuiglijk contact, zoals wanneer een lekker drankje contact maakt met de tong, of wanneer men zichzelf bewust wordt van het horen van een plezant geluid.

- Begeerte naar bestaan. (Pali: bhava tanha): Deze begeerte houdt het willen blijven bestaan in de huidige vorm, of de hunkering naar een bestaan in een alternatieve vorm, in alternatieve omstandigheden of met alternatieve karaktereigenschappen. Bijvoorbeeld: "Ik wou dat ik ... was."

- Begeerte naar niet-bestaan (Pali: vibhava tanha): Deze begeerte heeft betrekking op het niet willen blijven bestaan in de huidige vorm of omstandigheden, of het niet willen bestaan in een alternatieve vorm of omstandigheden. Ook het willen sterven valt hieronder. Bijvoorbeeld: "Ik wou dat ik nooit ... zou hoeven te zijn"

Al het menselijk lijden ontstaat als gevolg van deze drie vormen van begeerte. Deze vormen van begeerte ontstaan op hun beurt door het aanwezig zijn van onwetendheid: het niet begrijpen van de drie karakteristieken en het daardoor ontstaan van de perceptie van een 'zelf'. Onze begeerten om de realiteit te veranderen zijn op dit gepercipieerde zelf gebaseerd. Indien dit gevoel van "ik ben" er niet zou zijn, zou er geen begeerte en dus ook geen lijden zijn.

### De opheffing van het lijden(Pali: Nirodha)
‘Dit, monniken, is de edele waarheid van de opheffing van lijden: Het is het gaandeweg verdwijnen en uiteindelijk ophouden van voornoemde begeerten. Het opgeven, het laten varen, het loslaten en de verwerping van deze hunkering zonder dat er een spoor van overblijft.’ 
—Boeddha

Deze waarheid vertelt dat ieder mens genoeg in zich heeft om het lijden op te heffen. Verlossing van het lijden wordt ook wel verlichting, ontwaking of Nirwana genoemd. Om deze toestand te bereiken zouden we moeten beseffen dat werkelijk geluk niet voortkomt uit het enkel nastreven en bereiken van onze hunkeringen, maar juist volgt als we openstaan voor de realiteit, door te zien wat er met en in ons gebeurt, en deze realiteit te accepteren zoals ze is.

### Het pad naar de opheffing van het lijden(Pali: Magga)
‘Dit, monniken, is de edele waarheid van de Weg die leidt naar de Opheffing van Lijden: Het is simpelweg het Edele Het Achtvoudige Pad, namelijk: juist inzicht, juiste intentie, juiste spraak, juist handelen, juiste wijze van levensonderhoud, juiste inzet, juist aandachtig zijn, juiste concentratie.’
—Boeddha

Het Achtvoudige Pad is een omschrijving van de weg die leidt tot opheffing van het lijden:
1. Het juiste inzicht
2. De juiste intentie
3. De juiste spraak
4. Het juiste handelen
5. De juiste wijze van levensonderhoud
6. De juiste inspanning
7. De juiste aandacht
8. De juiste concentratie

## Moderne presentatie
Sommige boeddhistische leraren (zoals de Birmese industrieel S.N. Goenka en de boeddhistische monnik Ajahn Brahmavamso) draaien tegenwoordig de klassieke leer van de Vier edele waarheden enigszins om, en centreren deze vervolgens rond het geluk in plaats van rond het lijden. Zij doen dit omdat ze vinden dat deze manier van presenteren van de Vier edele waarheden westerlingen meer aanspreekt, en westerlingen zo ook de leer sneller correct kunnen begrijpen en in de praktijk brengen.
De 'geherformuleerde Vier edele waarheden' luiden als volgt:
1. Er is geluk
2. Men ervaart dit geluk wanneer men het Achtvoudig Pad bewandelt
3. Soms is er geen geluk
4. De oorzaak van het afwezig zijn van geluk is hunkering en begeerte

Toch is er een wezenlijk verschil. Als men aan het lijden wil ontsnappen kan dat uiteindelijk door het rad van wedergeboorte te verlaten. Dan komt men in nirwana. Nirwana betekent letterlijk "uitblussing", Gautama de Bhoeddha gaf geen beschrijving van die toestand wat het is om uitgeblust te zijn: zie onderaan bij Parinibbana. Extreem gesteld kan men zeggen dat men aan de dualiteit lijden - niet-lijden ontsnapt. Men kan dan ook niet stellen dat er een gelukkige toestand zal zijn. Geluk kent men alleen wanneer men niet-geluk kan ervaren, zoals men lang aan kort en groot aan klein kan ervaren.

## Toevlucht in de vier edele waarheden
In de Dhammapada zegt de Boeddha dat het nemen van toevlucht in de vier edele waarheden de enige veilige toevlucht is, en de ultieme toevlucht. Indien men in de vier edele waarheden zijn toevlucht neemt, wordt men bevrijd van al het lijden.

## De drie rotaties van de vier edele waarheden
Boeddha onderwees dat elke van de Vier edele waarheden drie rotaties heeft: studie, praktijk en resultaat. In totaal geeft dit 12 toestanden van de Middenweg wanneer deze in termen van de Vier edele waarheden geanalyseerd wordt. De Boeddha zei dat toen zijn inzicht in deze 12 toestanden van de vier edele waarheden geperfectioneerd was, zijn verlichting perfect en compleet was.
| De 12 aspecten van de Vier edele waarheden                     | Studie (Pariyatti)                                | Praktijk (Pali: Patipatti)                                        | Resultaat (Pativedhi)                                    |
| -------------------------------------------------------------- | ------------------------------------------------- | ----------------------------------------------------------------- | -------------------------------------------------------- |
| De edele waarheid van het lijden                               | "Dit is het lijden"                               | "Het lijden moet begrepen worden"                                 | "Het lijden is begrepen"                                 |
| De edele waarheid van de oorzaak van het lijden                | "Dit is de oorzaak van het lijden"                | "De oorzaak van het lijden moet verlaten worden"                  | "De oorzaak van het lijden is verlaten"                  |
| De edele waarheid van de opheffing van het lijden              | "Dit is de opheffing van het lijden"              | "De opheffing van het lijden moet verwezenlijkt worden"           | "De opheffing van het lijden is verwezenlijkt"           |
| De edele waarheid van het pad naar de opheffing van het lijden | "Dit is het pad naar de opheffing van het lijden" | "Het pad naar de opheffing van het lijden moet ontwikkeld worden" | "Het pad naar de opheffing van het lijden is ontwikkeld" |

## Verder lezen
- Brazier, David (2001), Zonder gruis geen parels. Rotterdam: Asoka